# Joseph Zemp
Pour les articles homonymes, voir Zemp.
Joseph Zemp (* 2 septembre 1834, Entlebuch, Suisse † 8 décembre 1908), originaire de Lucerne (LU), est une personnalité politique suisse, conservateur, traditionaliste et membre du parti démocrate-chrétien.

## Biographie
Bourgeois d'Entlebuch et avocat, il est le premier sous l'étiquette du Parti démocrate-chrétien (PDC) à présider le Conseil national en 1887. Le 17 décembre 1891, il est le premier non-membre du parti radical à être élu comme conseiller fédéral (30e conseiller fédéral de l'histoire[réf. nécessaire], scellant ainsi la réconciliation entre la Suisse radicale, protestante et urbaine vainqueur quelques années plus tôt de la guerre du Sonderbund et la Suisse catholique et paysanne.
Son élection est provoquée par le refus du peuple en votation populaire de l'achat par la confédération des grandes lignes nationales de chemin de fer. Ce rejet, soutenu par les radicaux contre les conservateurs, force le ministre Emil Welti à la démission et pousse l'assemblée fédérale a élire un conservateur connu pour ses capacités de compromis.
À son arrivée, il reprend le Département des postes et des chemins de fer et se lance à son tour dans la question des chemins de fer. Il présente un projet de loi, accepté en 1897 par le parlement, qui propose le rachat des cinq grandes compagnies ferroviaires agissant sur le territoire suisse. À la suite d'un référendum, le peuple est encore une fois appelé aux urnes et donne finalement son accord le 20 février 1898 à ce projet qui permet la même année la création des Chemins de fer fédéraux suisses.
Il reste à son département jusqu'à son retrait en 1908 pour raisons de santé, à l'exception d'un court passage en 1902 au Département politique. Premier président de la Confédération conservateur, il inaugure, en 1902, le Palais fédéral à Berne.